# Onthophagus itoi
Onthophagus itoi là một loài bọ cánh cứng trong họ Bọ hung (Scarabaeidae).